# Yakub
Yakub (a veces escrito Yacub o Yaqub) es una figura de la mitología de la Nación del Islam (NOI). Según la doctrina de la NOI, Yakub fue un científico negro que vivió hace 6.600 años y comenzó la creación de la raza blanca mediante una forma de cría selectiva, denominada "injerto", mientras vivía en la isla de Patmos.
El relato, ha causado disputas dentro de la NOI a lo largo de la historia del movimiento. Éste tiene su origen en los escritos del fundador de la NOI, Wallace Fard Muhammad, pero fue rechazado por algunos de sus líderes posteriores. Bajo su actual líder Louis Farrakhan, la NOI sigue afirmando que la historia de Yakub es cierta.

## Resumen
La historia de Yakub se originó en los escritos de Wallace Fard Muhammad, el fundador de la Nación del Islam, en su folleto doctrinal de preguntas y respuestas Lost Found Moslem Lesson No. 2 de principios de la década de 1930. Fue posteriormente desarrollado por su sucesor Elijah Muhammad en varios escritos, especialmente en un capítulo titulado "The Making of Devil" en su libro Message to the Blackman in America .

### Versión original
Según la historia, en el origen de la humanidad, distintos tipos de personas negras habitaban la Luna; cuando un "dios científico" negro, frustrado porque todos los habitantes de la Luna no hablaran un solo idioma, hizo estallar el satélite. Un pedazo de esta luna destruida se convirtió en la Tierra, que posteriormente fue poblada por una comunidad de negros supervivientes y moralmente justos, algunos de los cuales se establecieron en la ciudad de La Meca . Yakub nació a poca distancia de la ciudad. Se hallaba entre el tercio de los negros originales que estaban descontentos con la vida en esta sociedad. Miembro de la rama mequí de la tribu de Shabazz, Yakub adquirió el sobrenombre de "cabezón", debido a su cabeza inusualmente grande y su arrogancia. A los seis años descubrió la ley de atracción y repulsión jugando con imanes hechos de acero.
Esta idea llevó a un plan para crear un nuevo pueblo. "Vio un ser humano diferente, hecho para atraer a otros, que podría, con el conocimiento de trucos y mentiras, gobernar al hombre negro original". A la edad de 18 años, había agotado todos los conocimientos de las universidades de La Meca. Más tarde descubrió que el hombre negro original contenía tanto un " germen negro" como un "germen marrón". Con 59.999 seguidores, fue a una "isla en el mar Egeo llamada Pelan", que Mahoma identificó como la actual Patmos. Una vez allí, estableció un régimen despótico, comenzó a eliminar los rasgos negros de sus seguidores, mató a todos los bebés más oscuros y logró crear una raza marrón después de 200 años. 
Yakub murió a la edad de 150 años, pero sus seguidores continuaron con su trabajo. Después de 600 años de este sistema eugenésico deliberado, se creó la raza blanca .  Las brutales condiciones de su creación determinaron la naturaleza malvada de la nueva raza: "al mentirle a la madre negra del bebé, esta mentira nació en la naturaleza misma del bebé blanco; y, el asesinato del pueblo negro también nació en ellos, o convertidos por naturaleza en mentirosos y asesinos". Todas las razas, excepto la raza negra, fueron subproductos del trabajo de Yakub (escrito Yacub en la biografía), ya que las razas "roja, amarilla y marrón" se crearon durante el proceso de " blanqueo". Sin embargo, la "raza negra" incluía a los pueblos asiáticos, considerados ancestros compartidos de los moros . Los "blancos" fueron definidos como europeos . Elijah Muhammad también afirmó que algunos miembros de la nueva raza blanca "intentaron volver a injertarse en la nación negra, pero no tenían nada con qué hacerlo". Como resultado, se convirtieron en gorilas: "Algunos tuvieron la suerte de empezar de nuevo y llegaron hasta lo que se llama gorila. De hecho, toda la familia de los monos proviene de estos 2.000 años de historia de la raza blanca en Europa".
La nueva raza viajó a La Meca, donde causaron tantos problemas que fueron exiliados a "Asia Occidental (Europa), despojados de todo menos el idioma. [...] Una vez allí, los ataron para mantenerlos fuera de Paraíso [...] Los soldados patrullaban la frontera armados con espadas, para impedir que los demonios cruzaran". Durante muchos siglos vivieron una vida bárbara, sobreviviendo desnudos en cuevas y comiendo carne cruda, pero finalmente Moisés los sacó de las cuevas y "les enseñó a usar ropa". Moisés intentó civilizarlos, pero finalmente se dio por vencido y hizo estallar con dinamita a 300 de los blancos más problemáticos.
Sin embargo, los blancos habían aprendido a utilizar la "trucosidad"; un plan para utilizar sus engaños y su falta de empatía y emoción para usurpar el poder y esclavizar a la población negra, trayendo los primeros esclavos a Estados Unidos. Según la doctrina de la NOI, la progenie de Yakub estaba destinada a gobernar durante 6.000 años antes de que los pueblos negros originales del mundo recuperaran el dominio, cuyo final fue el año 1914.

### Versión nuwaubiana
La Nación Nuwaubian, un nuevo movimiento religioso supremacista negro dirigido por Malachi York, cuenta una versión alternativa de la historia: esto se expone en un libro de aproximadamente 1.700 páginas llamado The Holy Tablets. En la narración nuwaubiana del mito de los Yakub, 17 millones de años antes de la primera de muchas "batallas intergalácticas", los antepasados de los negros (a los que se les dio una variedad de nombres, incluidos los riziquianos, que significa "proveedores") eran dioses, pero subordinados al "Dios Supremo". Los riziquianos vivían en otra galaxia en un planeta conocido como "Rizk", que estaba ubicado en el "Sistema Tri-Solar Original" que presentaba un "trono móvil"/nave espacial, Nibiru.
Según cuentan, la capa atmosférica protectora original de este planeta, necesaria para protegerse de los rayos ultravioleta de sus tres soles, había sido destruida por un ser maligno, el líder de los ángeles caídos, Shaitan. El dios supremo le había pedido a Shaitan que se mudara, ya sea fuera del planeta por completo o a un lugar diferente en él. Él se negó y en su lugar provocó una explosión atómica "como una bomba H", destruyendo parte de la atmósfera. Los científicos del planeta pudieron repararlo con oro, pero no había suficiente oro en el planeta, por lo que fue necesario realizar excursiones al espacio en el Nibiru para extraer oro del planeta Tierra, donde se establecieron colonias.
Los riziquianos no querían extraer oro, creyendo que estaba por debajo de su condición de ángeles. Empalmaron genes de Homo erectus con sus propios genomas, produciendo a la humanidad para que lo hiciera por ellos. Originalmente los humanos tenían habilidades psíquicas, pero después de las guerras y de Caín y Abel, los riziquianos eliminaron del cerebro humano la glándula responsable de estos poderes psíquicos. Yakub nació con dos cerebros (la explicación nuwaubiana para el tamaño de su gran cabeza), lo que lo convirtió en un genio capaz de realizar experimentos de empalme de genes, que dieron como resultado personas blancas. Una vez terminados sus experimentos, uno de sus cerebros explotó, lo que provocó su muerte.

## Papel en la Nación del Islam
La doctrina de Yakub fue una de las razones de las divisiones en la Nación del Islam. En su Autobiografía, Malcolm X señala que en sus viajes por Oriente Medio muchos musulmanes reaccionaron con sorpresa al oír sobre la doctrina de Yakub. Ésta, si bien está presente en la teología de NOI, no aparece en la corriente principal del Islam. Malcolm X rechazó posteriormente la historia, afirmando que cualquiera, de cualquier raza, que intencionalmente prive a otros de los derechos humanos básicos es un "diablo". Warith Deen Mohammed, sucesor de su padre Elijah al frente de la Nación del Islam tras su muerte, la rechazó casi de inmediato y trató de reinventar la Nación como un movimiento más dentro del Islam sunita.
Louis Farrakhan restableció la Nación del Islam original y reafirmó su creencia en la verdad literal de la historia de Yakub. En una entrevista de 1996, Henry Louis Gates, presidente del Departamento de Estudios Afroamericanos de la Universidad de Harvard, le preguntó si la historia era una metáfora o literal. Farrakhan afirmó que la ciencia genética moderna había demostrado que algunos aspectos de la historia eran exactos e insistió en que "Personalmente, creo que Yakub no es una figura mítica, es un científico muy real. No es una tontería de una cabeza grande, como les gustaría decir".

## Orígenes de la historia
El nombre Ya'qub (Yakub) es la variante árabe del nombre del Patriarca bíblico conocido como Jacob en las versiones de la Biblia, y como Ya'qob en hebreo bíblico. El Yakub de Fard Muhammad tiene algunos paralelos con el papel del Jacob bíblico como padre de las tribus de Israel. La idea de que los judíos eran una "raza artificial" creada por mestizaje y dependiente de "trucos y mentiras" ya existía en las teorías antisemitas de la época. La historia de Yakub incluye a los judíos como parte de una raza artificial "blanca" más amplia.
En los discursos de Malcolm X, Yakub se identifica completamente con Jacob. Refiriéndose a la historia de Jacob luchando con el ángel, Malcolm X afirma que Elijah Muhammad le dijo que "Jacob era Yacub, y el ángel con el que Jacob luchó no era Dios, era el gobierno de su día". Esto se debía a que Yakub estaba buscando fondos para su expedición a Patmos, "así que cuando dice que Jacob luchó con un ángel, 'ángel' sólo se usa como símbolo para ocultar con quien realmente estaba luchando". Sin embargo, Malcolm X también afirma que Juan de Patmos también era Yakub, y que el Libro del Apocalipsis se refiere a sus hazañas: "Juan era Yacub. Juan estaba allí preparándose para hacer una nueva raza, dijo, porque la palabra del Señor".
Ernest Allen sostiene que "el mito de Yakub puede haber sido creado de la nada por el profeta Fard". Allen afirma que la historia de Yakub posiblemente podría haber sido influenciada por un evento histórico real durante la lucha entre musulmanes y cristianos por el control de la península ibérica. El líder musulmán Abu Yusuf Yaqub al-Mansur derrotó a los francos en la batalla de Alarcos (1195). Después de la batalla, 40.000 prisioneros de guerra europeos fueron llevados a Marruecos para trabajar en los proyectos de construcción de Yaqub. Posteriormente fueron liberados y "se les permitió formar un asentamiento en un valle ubicado en algún lugar entre Fez y Marrakech ". En su lecho de muerte, Ya'qub lamentó su decisión de permitir que estos shibaníes (como pasaron a llamarse) formaran un enclave en suelo marroquí, con lo que representando una amenaza potencial a la estabilidad del imperio moro".
Yusuf Nuruddin dice que una fuente más directa fue la doctrina de los "Yacobites" o "Yakubites" propuesta por el Templo de la Ciencia Morisca de Timothy Drew, al que probablemente Fard había pertenecido antes de fundar la NOI. Según Drew, las primeras civilizaciones precolombinas fueron fundadas por un moro de África occidental "llamado Yakub que desembarcó en la península de Yucatán", cuyo pueblo evolucionó hasta convertirse en "una raza de genios científicos con grandes cabezas". Los seguidores de Drew dijeron que esto estaba respaldado por las grandes cabezas de las estatuas olmecas, que, según ellos, reflejaban rasgos africanos ; Nuruddin sostiene que esto apunta a que el mito de Yakub fue influenciado por la teología del Templo de la Ciencia Morisca.

## Comentario
En su libro The American Religion, Harold Bloom sostiene que Yakub combina elementos del Dios bíblico y el concepto gnóstico del Demiurgo, diciendo que "Yakub tiene una molesta memorabilidad como un Demiurgo gnóstico crudo pero picante". Nathaniel Deutsch también señala que Fard y Mahoma se basan en el concepto del Demiurgo, junto con las tradiciones de esoterismo en la interpretación bíblica, absorbiendo aspectos de los cuentos bíblicos en la nueva narrativa, tales como las espadas de los guerreros musulmanes que impedían a los "diablos blancos" acceder al Paraíso y la espada de fuego del ángel que protege el Jardín del Edén en el Génesis. Yusuf Nuruddin también comparó la historia de Yakub con la historia del Génesis, comparando el grupo opuesto a la sociedad utópica inicial con la serpiente en el Jardín del Edén. En su opinión, la historia de la posterior expulsión de Yakub era comparable a la expulsión de Adán y Eva, así como a la caída del hombre .
Edward Curtis llama a la historia "una teodicea negra: una historia basada en una visión mitológica de la historia que explica la caída de la civilización negra, el Paso Medio de África a América y la práctica de la religión cristiana entre los esclavos y sus descendientes".
Varios comentaristas afirman que la historia, al asociar a los negros con antiguas civilizaciones elevadas y a los blancos con bárbaros y gorilas que habitan en cavernas, utiliza y revierte espectacularmente el racismo populista y científico de la época que identificaba a los africanos como primitivos, o más cercanos a los simios que los blancos. Esto se basó en críticas anteriores al nórdicoismo supremacista blanco, creando una versión mítica de los "ataques al linaje y comportamiento anglosajones que habían sido expresados por pensadores negros más convencionales durante el siglo XIX. [...] Con estas referencias, los musulmanes [de la NOI] replicaron las imágenes del salvajismo europeo en la Edad Media que fueron tan omnipresentes en el pensamiento racial negro del siglo XIX".

## En la cultura popular
La obra del autor y dramaturgo estadounidense Amiri Baraka A Black Mass (1965) se inspira en la historia de Yakub. Según la crítica Melani McAlister, "el personaje de Yakub, ahora llamado Jacoub, se presenta como uno de los tres 'magos negros' que juntos simbolizan el origen negro de todas las religiones". McAlister sostiene que
Baraka convierte el mito de la Nación en una reinterpretación de la historia de Fausto y una meditación simultánea sobre el papel y la función del arte. Al igual que con Fausto, el individualismo y el egoísmo de Jacoub son su perdición, pero sus fracasos también señalan la destrucción de una comunidad. La versión de Baraka de la historia también se basa en el cuento de Frankenstein; combina los seiscientos años de la "historia" de Elijah Muhammad en un único y terrible momento de la creación de un monstruo.
En la versión de Baraka, el experimento crea un único monstruo "blanco" análogo a Frankenstein que mata a Jacoub y a los otros magos científicos y muerde a una mujer, transformándola de forma vampírica en una compañera del diablo blanco. De esta monstruosa pareja desciende la raza blanca.

Según Charise L. Cheney, la doctrina de Yakub ha tenido una influencia significativa en la cultura del rap, refiriéndose a los raps de Kam y Grand Puba .
Esta teoría pseudocientífica de la formación racial fue adoptada por nacionalistas del rap como Kam, el ex protegido de Ice Cube, en su canción de 1995 "Keep tha Peace". Kam, autoproclamado miembro de la Nación del Islam, presentó la doctrina organizacional como una forma de explicar las raíces del crimen entre negros y la violencia de las pandillas en los barrios marginales de las ciudades de Estados Unidos: "Realmente no sé a quién culpar o acusar / por esta tensión / menciono a este imbécil / el cabezón de Yakub / el punk de ojos azules / jugando ambos lados uno contra el otro / ese es el verdadero mutha [fucka]". [...] En 1990, Grand Puba de Brand Nubian anunció que su vocación era llevar la iluminación a los negros y poner fin a la dominación blanca. [...] "Aquí viene el dios para enviar al diablo de regreso a su cueva. [...] Vamos a lanzar la bomba sobre la tripulación de Yakub".
Chuck D de Public Enemy también se refiere a la historia en su canción "Party for Your Right to Fight", refiriéndose a la historia de Yakub al atribuir las muertes de radicales afroamericanos a los "diablos injertados" que conspiran contra el "hombre negro asiático".